# Tmesi
La tmesi és un recurs literari que consisteix en la fragmentació d'una paraula composta en intercalar-ne una altra entre els seus elements constituents o bé una pausa mètrica que la separa en dos versos.

## Exemples
| «                                                 | una noia pura, molt simbòlicament pura, cantaria la cançó dels fets impurs del comte. | » |
| — Extret de Sobre la catarsi, de Gabriel Ferrater |                                                                                       |   |